# 이재명 (1948년)
이재명(李在明, 1948년 2월 13일 ~ )은 대한민국의 기업인, 정치인이다. 본관은 경주이다. 

## 주요 이력
- 대우그룹 기획실 차장
- 대우자동차 주식회사 부사장
- 대우기술전자주식회사 사장
- 대한축구협회 부회장
- 민주청년연합단체 총단장
- 한일의원연맹 21세기위원회 중앙위원
- 국회 경제과학위원회 위원
- 국회 통신과학기술위원회 위원
- 민주자유당 상임위원(1992년 ~ 1995년)
- 신한국당 전임위원(1995년 ~ 1997년)
- 한나라당 행정위원(1997년 ~ 2000년 6월 13일)
- 연세대학교 행정학과 초빙교수(2001년 8월 ~ 2002년 2월)
- 한양대학교 행정학과 초빙교수(2002년 2월 ~ 2002년 8월)
- 인하대학교 행정학과 초빙교수(2006년 2월 ~ 2006년 8월)

## 역대 선거 결과
|  | 38.5% |

|  | 44.12% |

## 학력
- 혜화국민학교 졸업
- 경기중학교 졸업
- 경기고등학교 졸업
- 서울대학교 정치학과 학사